# Dorylus stadelmanni
Dorylus stadelmanni är en myrart som beskrevs av Carlo Emery 1895. Dorylus stadelmanni ingår i släktet Dorylus och familjen myror. Inga underarter finns listade i Catalogue of Life.